# Panagiotis Tachtsidis
Panagiotis Tachtsidis (în greacă Παναγιώτης Ταχτσίδης; n. 15 februarie 1991, Nafplio, Peloponez, Grecia de Vest și Insulele Ionice⁠(d), Grecia) este un fotbalist grec, care joacă pe post de mijlocaș defensiv la CFR Cluj în SuperLiga României. Pe plan internațional, are prezențe la națională pentru Grecia, Grecia U17⁠(d), Grecia U19⁠(d) și Grecia U21⁠(d).